# Cirracanthus
Cirracanthus is een geslacht uit de Taeniacanthidae, een familie uit de orde Poecilostomatoida van de Copepoda of eenoogkreeftjes.

## Soorten
- C. inimici
- C. longus
- C. monacanthi
- C. spinosus